# Plexippus tortilis
Plexippus tortilis är en spindelart som beskrevs av Simon 1902. Plexippus tortilis ingår i släktet Plexippus och familjen hoppspindlar. Inga underarter finns listade i Catalogue of Life.